# Peter Sauber

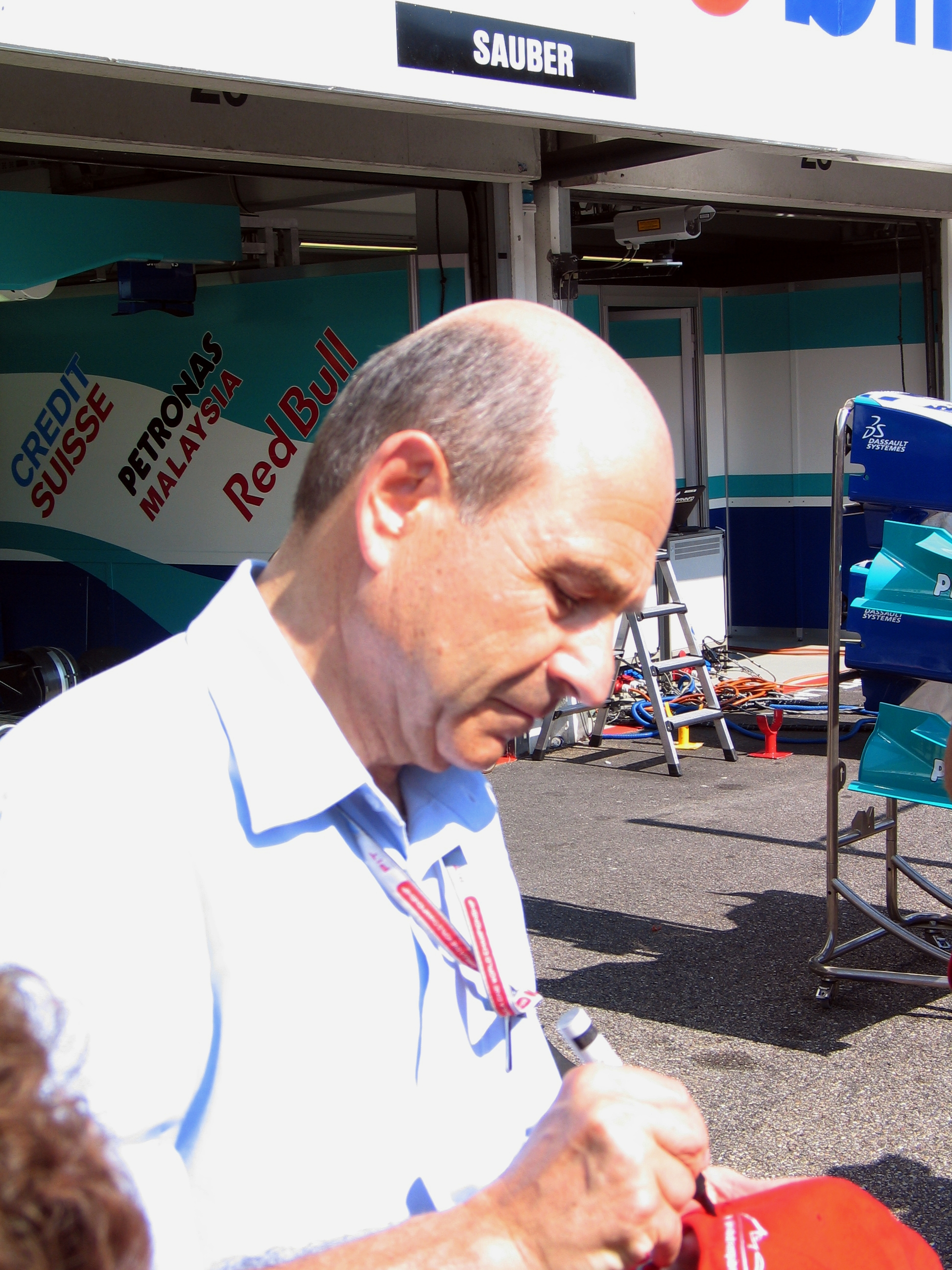
Peter Sauber

Peter Sauber (Zürich 13 oktober 1943) is een Zwitserse eigenaar en teamchef van de Formule 1-renstal Sauber.
Peter Sauber is op 23-jarige leeftijd begonnen met autosport, hij reed toen met een Volkswagen Kever.
Drie jaar later bouwde hij zijn eerste raceauto de C1, waarmee hij kampioen van Zwitserland werd. Na dit succes legde hij zich toe op het bouwen van sportauto's en liet het racen over aan anderen. Hij grondde de Sauber Rennsport AG.  
Aan het einde van de tachtiger jaren was Sauber het constructeursteam van Mercedes-Benz en won het team met de Sauber C89 in 1989 de 24 uur van Le Mans.
In 1993 maakte hij zijn debuut in de Formule 1 met de C12. Het Sauber-team heeft tijdens zijn 13-jarige bestaan enige belangrijke coureurs in het team gehad, zoals Michael Schumacher, Kimi Räikkönen, Heinz-Harald Frentzen, Karl Wendlinger en Jochen Mass.
Peter Sauber verkocht in 2005 zijn renstal aan BMW. Na zijn afscheid van de racerij kreeg hij de ereprijs tijdens de uitreiking van Zwitsers Sporter van het Jaar. Op 14 januari 2006 werd hij gekozen tot Zwitser van het Jaar. Ook werd het team uit eerbetoon BMW Sauber genoemd.
Op 27 november 2009 werd bekend dat BMW het BMW Sauber-team weer heeft verkocht aan Peter Sauber.
De deal tussen BMW en Sauber zou alleen doorgaan indien het team een startbewijs zou krijgen voor 2010.